# Phatthalung
Phatthalung (em tailandês: พัทลุง) é uma cidade no sul da Tailândia, capital da província de Phattalung.
A cidade abrange todo o tambon Khuhu Sawan, e pequenas partes do tambon Khao Chiak, Tha Mi Ram, Prang Mu, Lampam, Tamnan e Khuan Maphrao, todos no distrito de Mueang Phatthalung. Em 2005, sua população era de 38 576 habitantes.